# Khantys-Mansis
Le district autonome des Khantys-Mansis – Iougra (en russe : Ха́нты-Манси́йский автоно́мный о́круг — Югра́, Khanty-Mansiïski avtonomny okroug — Iougra) ou plus simplement Iougra est un sujet fédéral de Russie. Il est un district autonome de l'oblast de Tioumen, et son centre administratif est la ville de Khanty-Mansiïsk. Rosstat lui attribue le code 71100, et son code d'immatriculation est 86. Les langues officielles sont le russe, le khanty, le mansi et le nénètse.
Située dans le centre de la plaine de Sibérie occidentale, elle recouvre le bassin moyen de l'Ob, de l'Oural jusqu'à la limite de bassin avec celui du Ienisseï. La présence humaine remonte à il y a 10 000 à 15 000 ans, et le village fortifié de l’Amnia, d'environ 6000 av. J.-C. est la plus ancienne colonie fortifiée au monde. Plusieurs cultures préhistoriques se sont succédé, dont de Koulaï, de Karym et du Bas-Ob. Au Xe – XIe siècles, la première colonie slave apparaît, et en 1118, la région est mentionnée pour la première fois par les chroniques russes. Sous le joug de la Horde d'or à la fin du Moyen Âge, le Khanat de Sibir qui lui succède est conquis au XVIe siècle par les Russes, la région devenant alors une possession moscovite. Sous la période soviétique, la région est le lieu des soulèvements de Karym durement réprimés des peuples autochtones face à la collectivisation. Pendant l'après-guerre, les gisements dé pétrole sont découverts dans la région, permettant son essor économique. Les peuples autochtones de la région, les Mansis et les Khantys, sont deux des peuples finno-ougriens collectivement connus sous le nom de peuples ob-ougriens car ils sont établis sur les rives de l'Ob ; leurs langues sont les plus proches parents linguistiques du hongrois, mais elles en restent très éloignées (aucune intercompréhension possible).
En 2023, sa population s'élevait à 1 730 353 habitants, pour la grande majorité urbaine. Son économie est tournée vers le secteur des hydrocarbures, qui confère à la région le quatrième PIB régional de Russie. Le district autonome représente en effet 41,1 % de la production pétrolière de toute la Russie, et elle est le siège de Surgutneftegas et Iouganskneftegas. D'autres secteurs économiques comme l'énergie et l'industrie manufacturière jouent un rôle non négligeable. Son patrimoine naturel est important avec de grandes aires de la taïga de Sibérie occidentale, comme en témoigne la réserve naturelle du Iougan.

## Géographie

### Situation

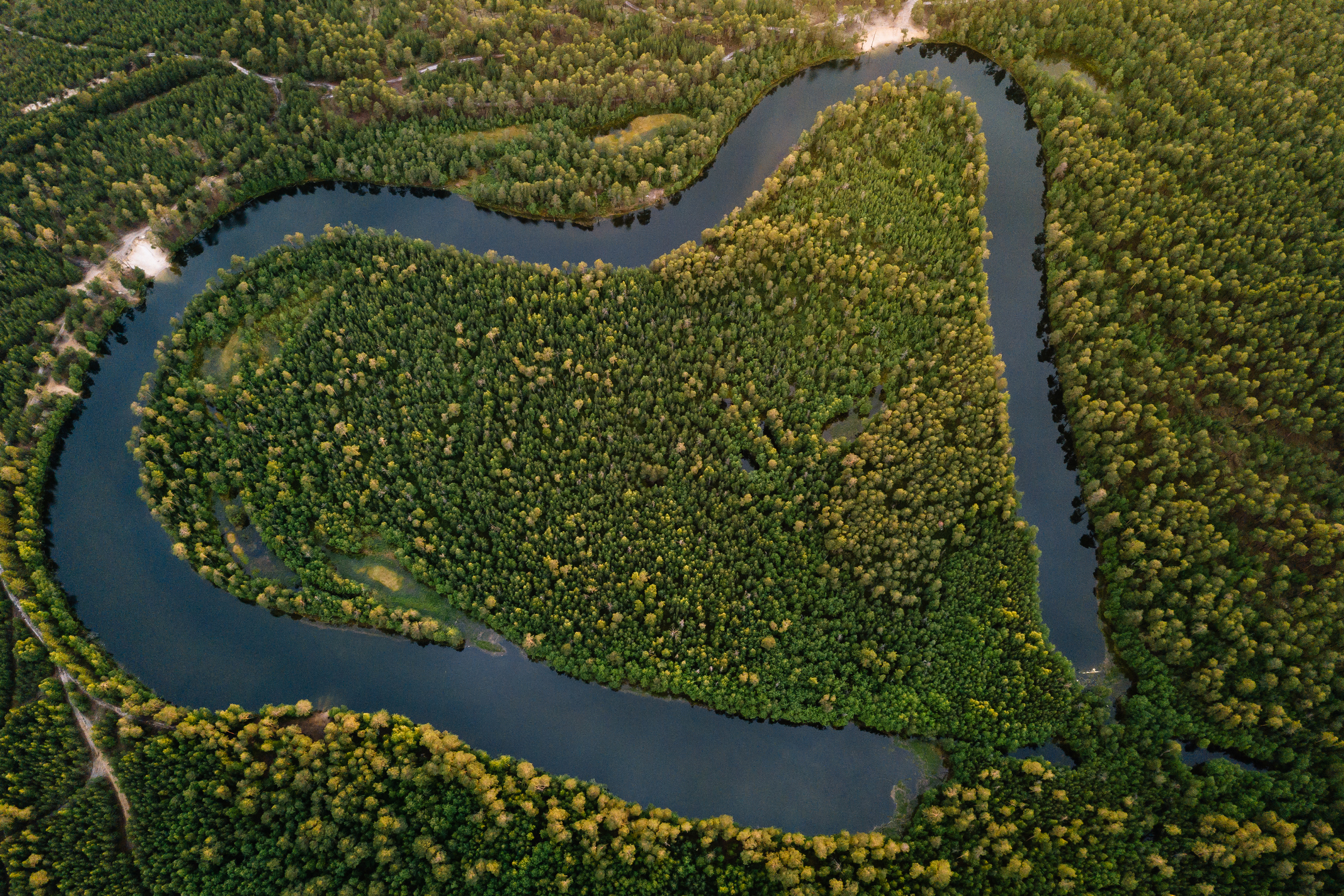
Un ancien méandre de rivière dans le Khantys-Mansis. Juin 2022.

Couvrant une superficie de 534 801 km2, le district autonome des Khantys-Mansis (ou Iougra) est comparable à la superficie de la France métropolitaine (97 %) ou de l'Ukraine. Le district est un des 89 sujets de la fédération de Russie, et se situe en Sibérie. Sa taille fait de Iougra le 7e sujet russe par superficie. Iougra est limitrophe au nord du district autonome de Iamalo-Nénétsie, à l'est du kraï de Krasnoïarsk, au sud-est de l'oblast de Tomsk. De plus, il borde au sud l'oblast de Tioumen, dont il dépend, au sud-ouest l'oblast de Sverdlovsk et la république des Komis à l'ouest. La longueur de ses frontières est de 4 750 km.

Se situant dans la partie nord de la plaine de Sibérie occidentale, Iougra s'étire sur 900 km dans le sens latitudinal, et sur 1 400 km d'ouest en est. La région est enclavée, sans accès direct à la mer. Iougra occupe une partie importante de l'immense bassin de l'Ob-Irtych, ce qui lui permet d'être relié par voie navigable à l'océan Arctique, au Kazakhstan et à la Chine.

Paysages de Iougra :
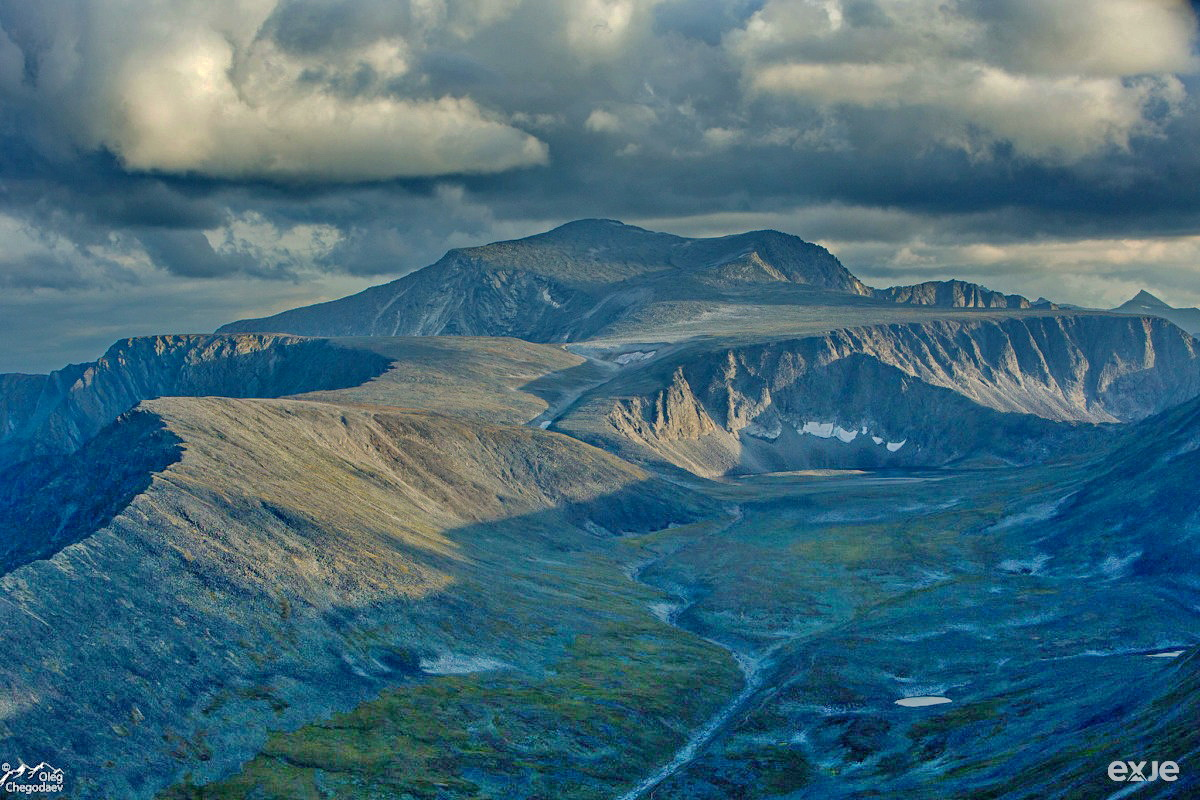
Mont Narodnaïa.
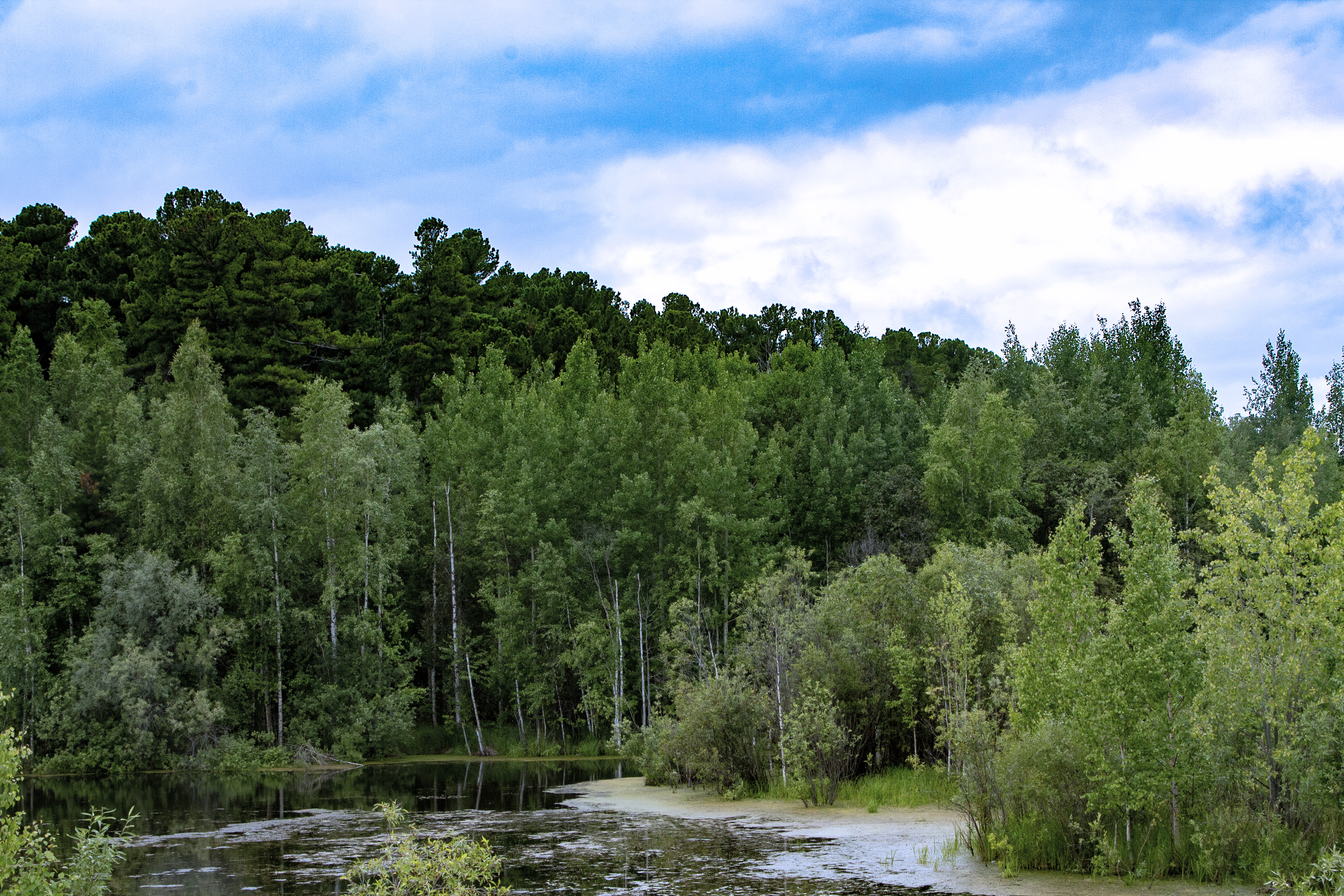
Forêt Tcheounskinski.
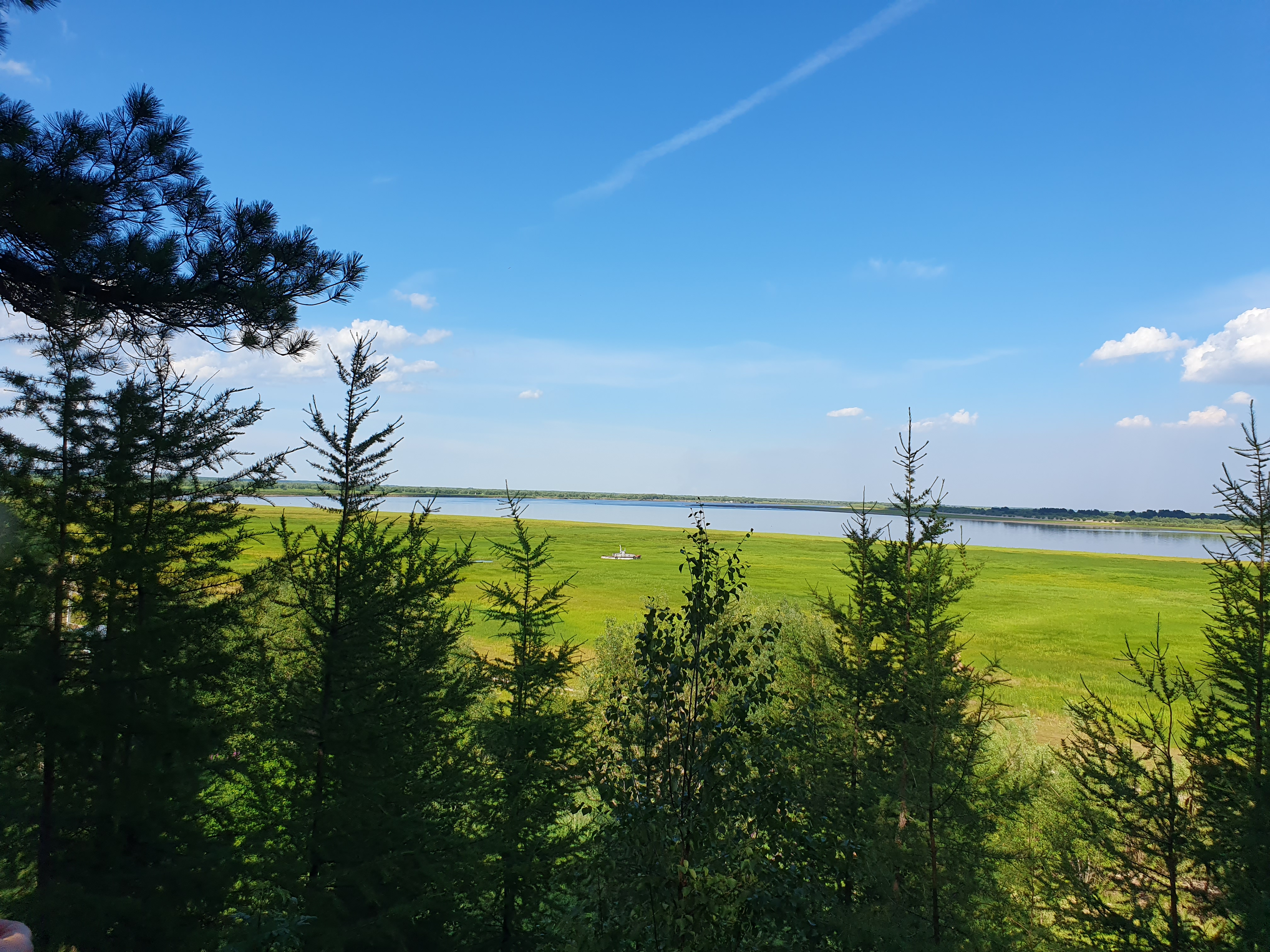
Plaine à Beriozovo.
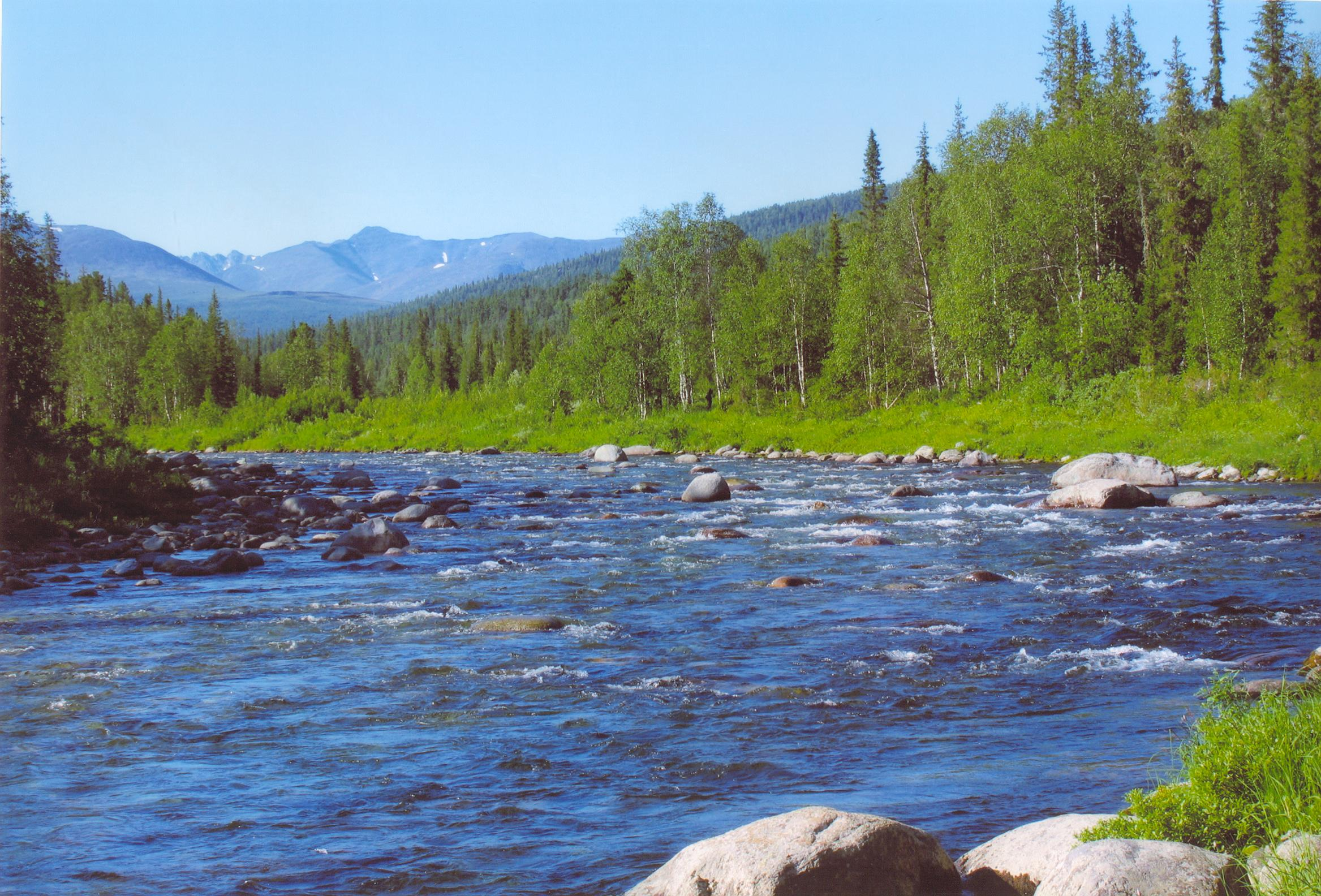
Rivière près de Saranpaoul.

### Climat
Le climat du district est un climat continental, la température annuelle moyenne de l’air s'élevait à −0,2 °C en 2022. Les précipitations totales cette année-là ont été de 463 mm, soit 86 % de la norme 1991-2020.

## Urbanisme

### Voies de communication

#### Transport routier

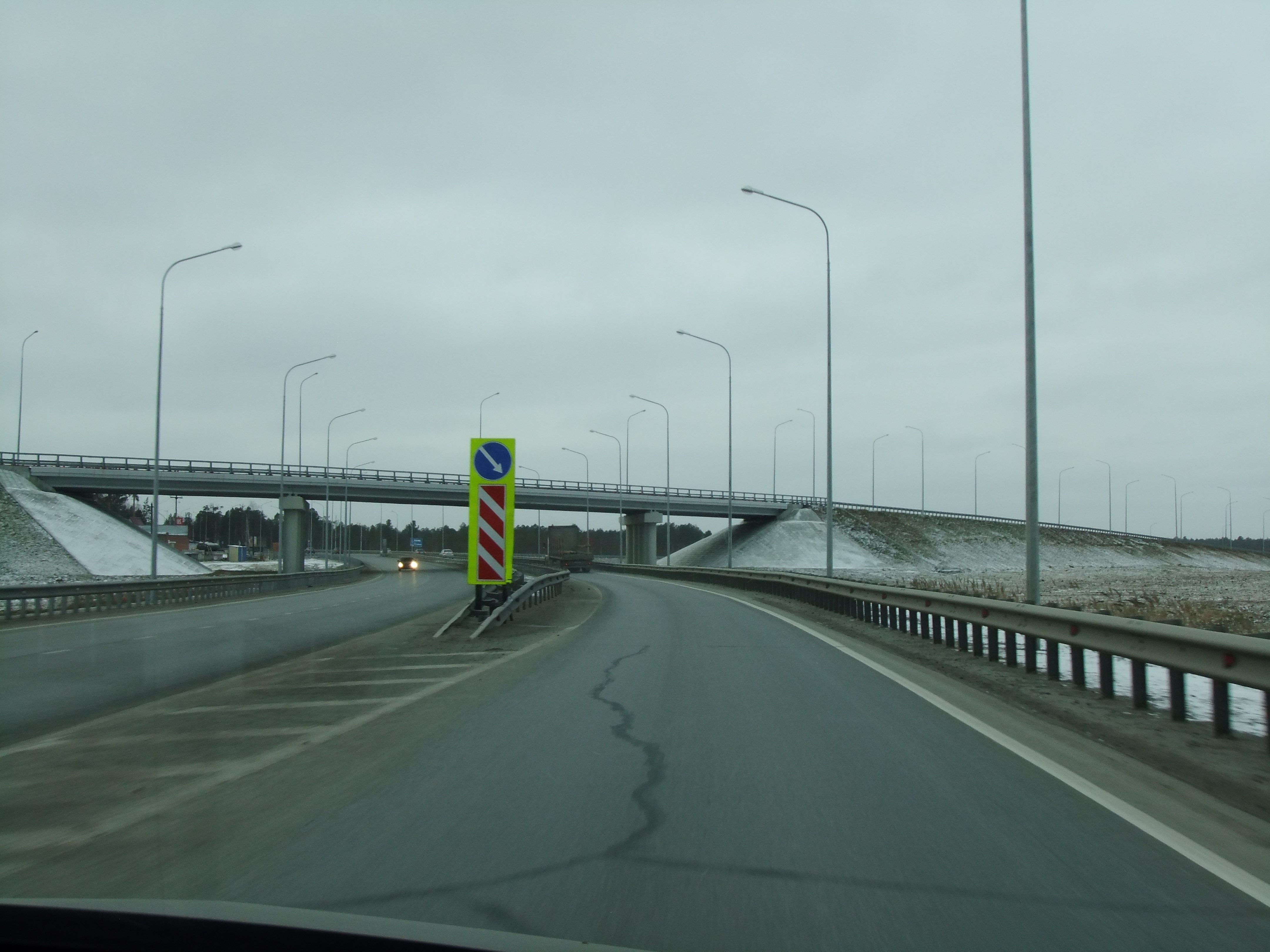
Route de Sourgout à Nijneartovsk.

Fin 2022, selon Rosstat, la longueur totale des voies publiques dans le district de 7 414,9 km, dont 433,9 km de routes d'importance fédérale, 2 864,7 km de routes d'importance régionale et 4 116,3 km de routes d'importance locale. La longueur des routes à revêtement dur est de 6 194,3 km (83,5 % du total), tandis que la densité des voies publiques est de 12 km / 10 000 km2 dans l'oblast.
Au 1er janvier 2021, plus de 914 599 véhicules étaient immatriculés sur le territoire, comprenant : 660 884 voitures, 20 302 bus, et 153 168 camions. Il y a 391 voitures particulières pour 1 000 habitants à Iougra.

#### Transport ferroviaire

Pont du Dragon Rouge à Khanty-Mansiïsk.

Fin 2022, selon Rosstat, le district possède 1 084,1 km de voies ferrées, et la densité du réseau ferré est de 20 km / 10 000 km2.
Le chemin de fer du district autonome est connecté au réseau ferroviaire russe ainsi qu'au district autonome de Iamalo-Nénétsie. Le chemin de fer de Sverdlovsk assure la gestion du réseau, le transport ferroviaire longue distance de passagers est assuré par la Federal Passenger Company et le transport suburbain par la Sverdlovsk Suburban Company. Iougra compte 62 gares, les plus grandes étant celles de Nijneartovsk-1, de Sourgout et de Pyt-Iakh.

#### Transport aérien
Sur le territoire de Iougra se situent 9 aéroports et 2 sites d'atterrissage d'avions, dont 3 qui sont des aéroports à statut international : de Khantys-Mansiïsk, de Sourgout et de Nijnevartovsk.

#### Transport fluvial
Le transport fluvial est pendant la période libre de glace l'un des principaux types de transport. Le transport fluvial de passager permet d'assurer des prix bas pour les populations et permet de desservir des zones reculées et non-desservies par les autres modes de transport. La longueur des voies navigables dans le district est de 5 608 km, dont 1 609,6 km qui sont desservies. Au cours de la saison de navigation de 2020, 7 539 rotations de passagers ont été effectuées dans les limites de Iougra, transportant 298 700 personnes.

#### Autres modes
Dans le district autonome, 52 entreprises et 68 entrepreneurs individuels assurent des rotations de bus dans le district autonome. D'après les données de 2020, il y a 241 itinéraies de bus dans l'oblast, dont 161 municipaux et 60 intermunicipaux.
La longueur totale du réseau de canalisations au 1er janvier 2021 est de 115 100 km, ce qui comprend les oléoducs, les gazoducs et les conduites d'eau.

### Répartition des terres
La répartion des terres selon le rapport d'État « Sur l'état et la protection de l'environnement de la fédération de Russie en 2022 » du ministère des ressources naturelles et de l'environnement russe est, selon les catégories du code foncier russe, la suivante:
| Répartition                                  | 2022 (km2) | 2022 (%) |
| -------------------------------------------- | ---------- | -------- |
| Terres agricoles                             | 6 124      | 1.2      |
| Terres des localités                         | 5 076      | 1.0      |
| Terres d'industrie et autres fins spéciales  | 3 329      | 0,6      |
| Terres de territoires et des objets protégés | 8 748      | 1.6      |
| Terres du fonds forestier                    | 486 611    | 91,0     |
| Terres du fonds aquatique                    | 5 018      | 0,9      |
| Terres de réserve                            | 19 895     | 3.7      |
| Total                                        | 534 801    | 100      |

## Toponymie
Le district a été établi le 10 décembre 1930 sous le nom de district national des Ostyaks et des Vogoules. Vogoule et Ostyak sont les noms donnés en russe aux Mansis et Khantys, respectivement ; Khanty et Mansi sont des autoethnonymes. En 1940, il a été rebaptisé district national des Khanty et des Mansi. En 1970, il a été transformé en district autonome des Khanty et des Mansi. En 2003, le mot Iougra a été ajouté au nom.

## Histoire

### Préhistoire
Le territoire du Iougra moderne est un lieu d'une culture et d'une histoire particulières, dont les origines remontent à la fin de la période glaciaire. La formation du paysage géologique s'est produite il y a environ 250 000 ans, lorsqu'une chaîne de collines de 80 mètres de haut, une petite chaîne de montagnes appelée Samarovski Ostanets, est apparue sur le territoire du district autonome moderne à son pied oriental. La glaciation du nord de la Sibérie occidentale a pris fin il y a 60 000 ans, et le relief de la vallée de la rivière Ob à la fin du Paléolithique était similaire à celui d'aujourd'hui. Près de la rivière Karymkary, les archéologues ont trouvé un grattoir près de la rivière Konolevka.
Actuellement, le lieu de peuplement tribal le plus ancien est considéré comme le site paléolithique de Lougovskoïe. La présence humaine ici remonte à la seconde moitié de l'époque sartane (il y a 10 000 à 15 000 ans). La découverte la plus célèbre ici est la vertèbre thoracique d'une mammouth femelle, percée d'une pointe de lance en pierre. Le site paléolithique le plus septentrional de la Sibérie occidentale, Komoudvana, remonte à il y a au moins 10 000 ans.

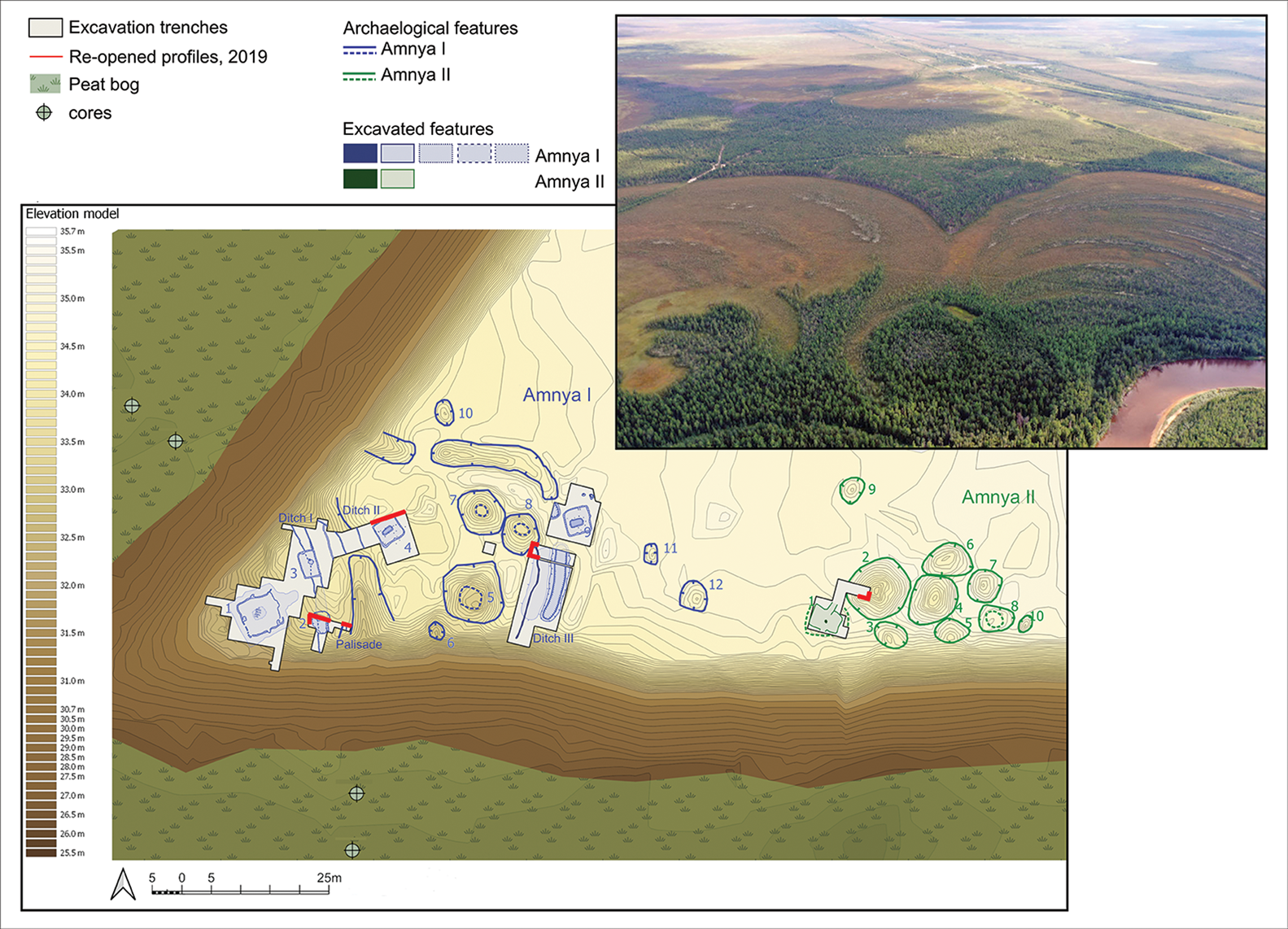
Village fortifié de l’Amnia.

Le village fortifié de l’Amnia, site archéologique d'un ancien village du Mésolithique, qui avait été construit sur la rive droite de l’Amnia, en Sibérie occidentale, à environ 5 km au sud-est du village de Kazym (nl), a été étudié dès 1987. Le site est remarquable par sa position septentrionale, son ancienneté (environ 6000 av. J.-C.) et par le fait qu’il était occupé par des chasseurs-cueilleurs sédentarisés, alors qu'on a longtemps attribué la sédentarité au seul Néolithique. Ce qui lui rend si notable est qu'Amnia I est la plus ancienne colonie fortifiée connue au monde, la plus ancienne colonie connue du nord de l'Eurasie, ainsi que le fort de l'âge de pierre le plus au nord d'après les études publiées fin 2023,.
Dans la colonie « Bolchoïe Kaïoukovo » dans le cours supérieur de la rivière Bolchoï Salym, dans une colonie du début du Néolithique (VIIe – VIe millénaire av. J.-C.), des outils en pierre et des fragments de poterie ont été trouvés. Un établissement néolithique a été découvert sur la rivière Liapine au niveau du cap Tchasty-Iag. Le cimetière de l'âge de pierre dans la région de Barsova Gora remonte à il y a 7 000 ans. Également dans la région se trouvent plusieurs colonies de l'âge du bronze (il y a 4 000 ans), des monuments de trois cultures du début de l'âge du fer (du VIIe siècle av. J.-C.), deux cimetières et un sanctuaire de la culture Koulaï (milieu du Ier millénaire - milieu du Ier millénaire).
Le site de la culture Karym à Khanty-Mansiysk remonte aux IVe – VIe siècles. La culture du Bas Ob (IIe – XIVe siècle) a été identifiée par Valeri Nikolaïevitch Tchernetsovym (1957), qui l'a divisée en 4 étapes : Iarsalinski (II-III siècles), Karymski (IV-VI siècles), Orontourski (VI - IX siècles) et Kintousovski (X-XIII siècles).
La colonie du cap Sherkali-1, à proximité du village de Sherkali, a été fondée sur les rives de l'Ob par les Slaves venus de la région du nord de Kama aux Xe – XIe siècles. L'épaisseur de la couche culturelle sur le site atteint 3 mètres. Certains éléments de la disposition architecturale des maisons et des fours en pierre ont des analogies dans le nord de la Russie, avec les Slaves des terres de Novgorod et de Pskov.

### Première mention
Les peuples autochtones d'Iougra de ces terres ont été mentionnés pour la première fois dans d'anciennes chroniques russes. L'Institut d'histoire de l'Académie des sciences de Russie indique qu'il s'agit de la Chronique des temps passés et du texte des « Enseignements de Vladimir Monomakh », qui racontent l'histoire du maire de Novgorod de 1118, Giourata Rogovitch, qui a organisé la collection d'hommage à Velikiy Novgorod de la part des habitants de Petchora. Un détachement de guerriers se rendit plus à l'est depuis l'Oural du Nord et découvrit ici le pays de Iougra:
[1118] ...Les Iougra sont un peuple au langage incompréhensible, et ils cohabitent avec les Samoyèdes dans les pays du nord. (Chronique des temps passées)
L'année 1118, comme période d'enrichissement des informations sur Iougra et ses habitants dans l'édition finale de la Chronique des temps passées, a été pleinement soutenue par le chercheur des anciennes chroniques russes Mikhaïl Priselkov.

### Entre Turco-Mongols et Russes
Sur les rives de la rivière Endyr, à 82 km de la ville de Niagan, se trouvait aux XIIe – XVIe siècles la principauté des Ob-Ougriens d'Emder.
Dans la période précédant l'apparition de la Horde d'Or dans le nord de l'Eurasie, l'histoire des peuples de Iougra sur le continent s'est avérée être liée aux histoires des Bulgares de la Volga, et avec les Hongrois et avec l'influence des Pomors qui parcouraient la route du nord le long de l'Ob et de l'Ienisseï jusqu'au lac Baïkal et plus loin vers la Chine pour des produits exotiques. Les tribus ancestrales des Khanty et des Mansi ont également interagi avec les tribus environnantes des Samoyèdes, Selkoupes, Nénètses, Ostiaks, Iakoutes et d'autres peuples du Nord,,.

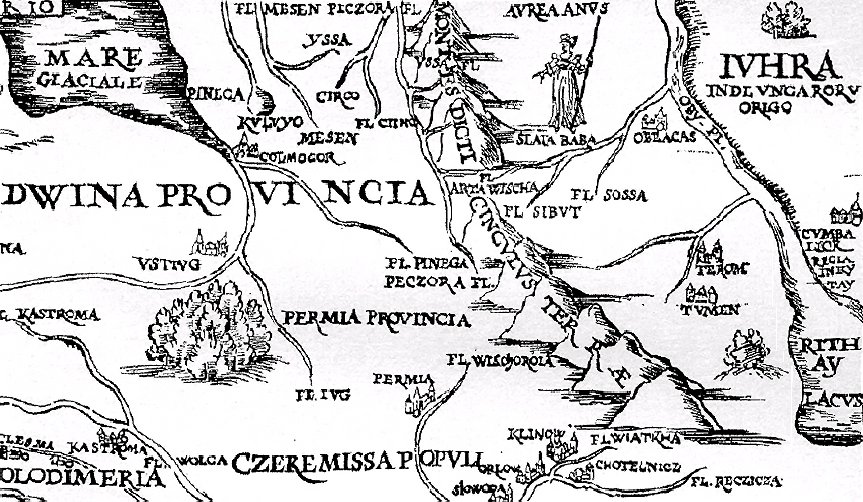
Iougra (en latin - Iuhra) sur la carte de Sigmund von Herberstein de 1549.

À l'apogée de la Horde d'Or, les peuples sibériens, y compris les nouveaux peuples venus de Chine et d'Asie centrale, se sont retrouvés sous le règne des khans de la Horde, qui non seulement leur ont demandé un tribut, mais les ont également forcés à participer dans l'armée. À la fin de la période de la Horde, sous le règne des princes sibériens-Tatars, une partie distincte de la Horde d'Or fut formée : le khanat de Sibir. Des années plus tard, le khan Koutchoum se tenait à la tête du khanat de Sibir, et, dans la seconde moitié du XVIe siècle, commença à mener une politique de guerre contre l'État russe, aux côtés du khanat de Crimée. Après la conquête du Khanat de Sibir par Ermak Timofeïévitch, le pouvoir de Koutchoum fut ébranlé (une partie des peuples du nord de la Sibérie cessa de lui obéir et de lui payer tribut), puis il fut complètement vaincu par les troupes russes. De nombreux peuples sibériens, comme les Tatars de Tomsk, sont devenus partie intégrante du royaume russe et ont commencé à payer le iassak au tsar russe,.
La principauté de Koda aux XVe – XVIIe siècles était située sur les deux rives de l'Ob entre les embouchures de ses affluents Irtych et Kazym, occupant approximativement des terres qui appartiennent aujourd'hui au raïon d'Octobre.
Sur le territoire de la colonie de Berezovo de la fin du XVIe siècle ou du début du XVIIe sièce, un document en écorce de bouleau a été trouvé.
Sous le règne de Catherine II, plusieurs transformations administratives du royaume de Sibérie (gouvernorat de Tobolsk) eurent lieu et le territoire du Iougra moderne devint une partie du vaste gouvernement de Tobolsk (ouïezds de Berezovo, Tobolsk, Sourgout et Pelym).

### Période soviétique
À la suite de la révolution d'Octobre et de la guerre civile qui a suivi, le gouvernement de Tobolsk a été transformé en gouvernement de Tioumen. En 1923-1925. le pays a subi une réforme territorial et, selon le décret du Comité exécutif central du 3 novembre 1923, le territoire est devenu une partie de l'oblast de l'Oural de la RSFSR.
D'autres réformes administratives et territoriales ont conduit à des changements dans la région de l'Oural et dans sa composition, le 10 décembre 1930, l'okroug national d'Ostiako-Vogoulsk a été formé avec le centre dans la ville d'Ostiako-Vogoulsk, fondé sur le site du village de Samarovo (à partir du 23 octobre 1940 nommée ville de Khanty-Mansiïsk).
De 1930 à 1934, l'okroug faisait partie de l'oblast de l'Oural (centre : Sverdlovsk), et en 1934 dans l'oblast d'Ob-Irtych (centre : Tioumen). Le 7 décembre 1934, l'okroug est devenu une partie de l'oblast d'Omsk. En 1944, il est devenu partie de l'oblast de Tioumen.
À partir de la fin des années 1920, la collectivisation de l’agriculture a commencé. Des fermes avec socialisation complète des rennes ont commencé à être créées en Iougra. Cette politique a provoqué des soulèvements armés des Khantys et des Nénètses entre 1931-1934 (soulèvements de Kazym).
En 1930-1932, 37 400 paysans dépossédés furent envoyés dans le l'okroug d'Ostiak-Vogoulsk. Parmi eux, 11 200 personnes ont été envoyées vers l’industrie de la pêche, 11 400 vers le système de coopération intégrée et le reste vers l’exploitation forestière et la construction. Avec leur participation, les centres de raïons ont été construits, les capacités de production de l'Entreprise de l'industrie du bois de Khanty-Mansiysk, de l'usine de transformation du bois de Belogorsk et de la conserverie de poisson de Samarovsk ont été faits. L'industrie du bois est devenue l'une des principales industries de Iougra. En 1934, les premières mesures furent prises pour rechercher et explorer le pétrole et le gaz dans le district,.
Le 23 octobre 1940, par décret du Présidium du Soviet suprême de la RSFSR, l'okroug national d'Ostiak-Vogoul fut rebaptisé okroug de Khantys-Mansis. Le 14 août 1944, il fut rattaché à l'oblast de Tioumen.
Pendant la Seconde Guerre mondiale, les habitants de Iougra ont participé à l'effort de guerre. Douze habitants ont été décernés du titre de Héros de l'Union soviétique.
Le 21 septembre 1953, à Berezovo, l'équipe d'exploration géologique d'A. G. Bystritski au puits P-1 a découvert du gaz naturel pour la première fois en Sibérie occidentale. Le 23 juin 1960, l'équipe de S.N. Ouruussov a découvert pour la première fois du pétrole dans la région de Chaïm en Sibérie occidentale. Cela a été suivi par la découverte de nombreux autres gisements de pétrole et de gaz. Parallèlement à l'exploitation industrielle des gisements de pétrole et de gaz, l'industrie du bois s'est développée dans la région. La construction de la voie ferrée d'Ivdel à Priobié a joué un rôle important à cet égard.

### Depuis 1991

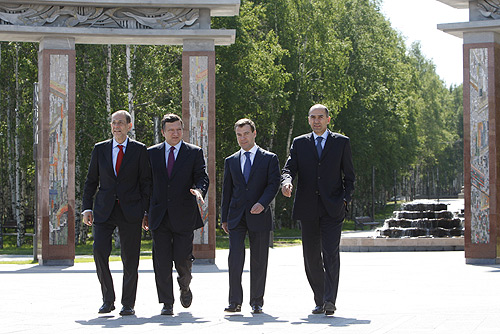
Sommet Russie-UE en 2008.

En 1993, Iougra a obtenu son autonomie et est devenu un sujet à part entière de la fédération de Russie. Le 26 avril 1995, les Khantys-Mansis se sont dotés de leur Charte.
Un sommet entre la Russie et l'Union européenne s'est tenu les 26 et 27 juin 2008 à Khanty-Mansiïsk.
En 2018, en l'honneur des célébrations du 900e anniversaire du pays d'Iougra, le projet « Iougra centenaire » a été lancé. Le résultat du projet sera la publication de l'Histoire académique du Iougra.

## Politique et administration

### Autorité
Le sujet possède son propre gouverneur ainsi que son propre organe législatif, les deux avec un mandat de 5 ans.

### Résultats électoraux
Il est à noter que le gouverneur est élu de manière indirecte.
| Scrutin                       | 1er tour | 1er tour | 1er tour | 1er tour | 1er tour | 1er tour | 1er tour | 1er tour | 1er tour | 1er tour | 1er tour | 1er tour | 2d tour                  | 2d tour                  | 2d tour                  | 2d tour                  | 2d tour                  | 2d tour                  | 2d tour                  | 2d tour                  |
| Scrutin                       | 1er      | 1er      | %        | 2e       | 2e       | %        | 3e       | 3e       | %        | 4e       | 4e       | %        | 1er                      | %                        | 2e                       | %                        | 3e                       | %                        | 4e                       | %                        |
| ----------------------------- | -------- | -------- | -------- | -------- | -------- | -------- | -------- | -------- | -------- | -------- | -------- | -------- | ------------------------ | ------------------------ | ------------------------ | ------------------------ | ------------------------ | ------------------------ | ------------------------ | ------------------------ |
| Présidentielle 2012           |          | ER       | 66.41    |          | KPRF     | 13.80    |          | LDPR     | 8.11     |          | SE       | 7.14     | Victoire au premier tour | Victoire au premier tour | Victoire au premier tour | Victoire au premier tour | Victoire au premier tour | Victoire au premier tour | Victoire au premier tour | Victoire au premier tour |
| Législatives 2016,            |          | ER       | 47,61    |          | LDPR     | 22,31    |          | KPRF     | 9,69     |          | SRZP     | 5,57     | Tour unique              | Tour unique              | Tour unique              | Tour unique              | Tour unique              | Tour unique              | Tour unique              | Tour unique              |
| Législatives régionales 2016  |          | ER       | 46,87    |          | LDPR     | 25,29    |          | KPRF     | 11,51    |          | SRZP     | 8,07     | Victoire au premier tour | Victoire au premier tour | Victoire au premier tour | Victoire au premier tour | Victoire au premier tour | Victoire au premier tour | Victoire au premier tour | Victoire au premier tour |
| Présidentielle 2018           |          | ER       | 76.23    |          | KPRF     | 12.02    |          | LDPR     | 6.79     |          | GRANI    | 1.38     | Victoire au premier tour | Victoire au premier tour | Victoire au premier tour | Victoire au premier tour | Victoire au premier tour | Victoire au premier tour | Victoire au premier tour | Victoire au premier tour |
| Législatives 2021             |          | ER       | 42,30    |          | KPRF     | 17,73    |          | LDPR     | 12,38    |          | NL       | 6,39     | Tour unique              | Tour unique              | Tour unique              | Tour unique              | Tour unique              | Tour unique              | Tour unique              | Tour unique              |
| Légsilatives régionales 2021, |          | ER       | 40.23    |          | KPRF     | 17.22    |          | LDPR     | 14.64    |          | SRZP     | 7.71     | Victoire au premier tour | Victoire au premier tour | Victoire au premier tour | Victoire au premier tour | Victoire au premier tour | Victoire au premier tour | Victoire au premier tour | Victoire au premier tour |
| Présidentielle 2024           |          | ER       | 86.71    |          | KPRF     | 5.56     |          | LDPR     | 4.43     |          | NL       | 2.45     | Victoire au premier tour | Victoire au premier tour | Victoire au premier tour | Victoire au premier tour | Victoire au premier tour | Victoire au premier tour | Victoire au premier tour | Victoire au premier tour |

## Population et société

### Démographie
| 2002      | 2016      | 2023      | - | - |
| --------- | --------- | --------- | - | - |
| 1 432 817 | 1 626 755 | 1 730 353 | - | - |

| Année | Fécondité | Fécondité urbaine | Fécondité rurale |
| ----- | --------- | ----------------- | ---------------- |
| 1990  |           |                   |                  |
| 1991  |           |                   |                  |
| 1992  |           |                   |                  |
| 1993  | 1,59      | 1,52              | 2,45             |
| 1994  | 1,59      | 1,56              | 1,96             |
| 1995  | 1,46      | 1,42              | 1,95             |
| 1996  | 1,39      | 1,36              | 1,66             |
| 1997  | 1,34      | 1,32              | 1,56             |
| 1998  | 1,39      | 1,37              | 1,58             |
| 1999  | 1,29      | 1,27              | 1,54             |
| 2000  | 1,34      | 1,32              | 1,58             |
| 2001  | 1,43      | 1,41              | 1,71             |
| 2002  | 1,54      | 1,52              | 1,77             |
| 2003  | 1,57      | 1,56              | 1,73             |
| 2004  | 1,57      | 1,56              | 1,76             |
| 2005  | 1,51      | 1,50              | 1,65             |
| 2006  | 1,52      | 1,50              | 1,68             |
| 2007  | 1,61      | 1,59              | 1,79             |
| 2008  | 1,68      | 1,67              | 1,77             |
| 2009  | 1,72      | 1,71              | 1,86             |
| 2010  | 1,81      | 1,79              | 2,03             |
| 2011  | 1,84      | 1,81              | 2,17             |
| 2012  | 2,02      | 1,99              | 2,40             |
| 2013  | 2,05      | 2,02              | 2,40             |
| 2014  | 2,09      | 2,07              | 2,41             |
| 2015  | 2,07      | 2,04              | 2,44             |
| 2016  | 2,02      | 2,00              | 2,37             |
| 2017  | 1,88      | 1,86              | 2,10             |
| 2018  | 1,87      | 1,85              | 2,15             |
| 2019  | 1,76      | 1,75              | 1,94             |

### Religion
Religions de Iougra (2012)
- Russe orthodoxe (38 %)
- Islam (10 %)
- Athéisme et Irréligion (11 %)
- Christianisme non affilié (5 %)
- Orthodoxe mais non affilié au patriarcat de Moscou ni vieux-croyant (0,9 %)
- Spirituel mais non religieux (23 %)
- autres et non déclarés (12,1 %)

Différentes religions sont pratiquées en Iougra. La principale religion, selon l'enquête de 2012, est la religion orthodoxe russe, avec 38 % d'adeptes. S'ensuivent les musulmans avec 10 %, chrétiens avec 5 % de fidèles dans la population, puis les orthodoxes non affiliés à Moscou ni aux vieux-croyants avec 0,9 %. Il y a aussi une forte proportion de la population qui se considère spirituelle mais non religieuse (23 %), et athée avec 11 %. Enfin, 12,1 % de la population n'avait ni pas déclaré leur foi ni déclaré être adeptes d'une autre religion minoritaires.

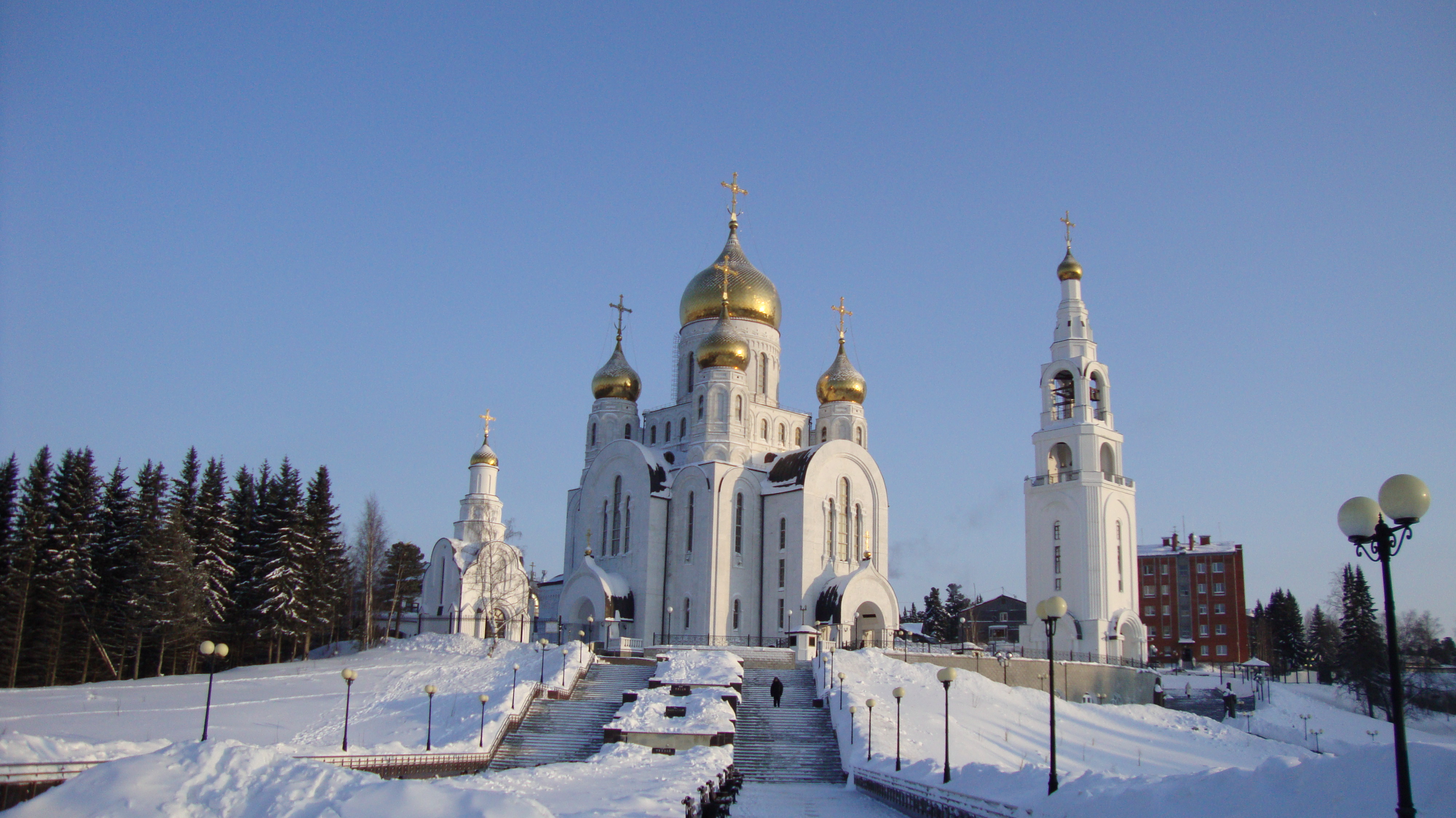
Cathédrale de la Résurrection du Christ de Khantys-Mansiïsk.

### Langues locales

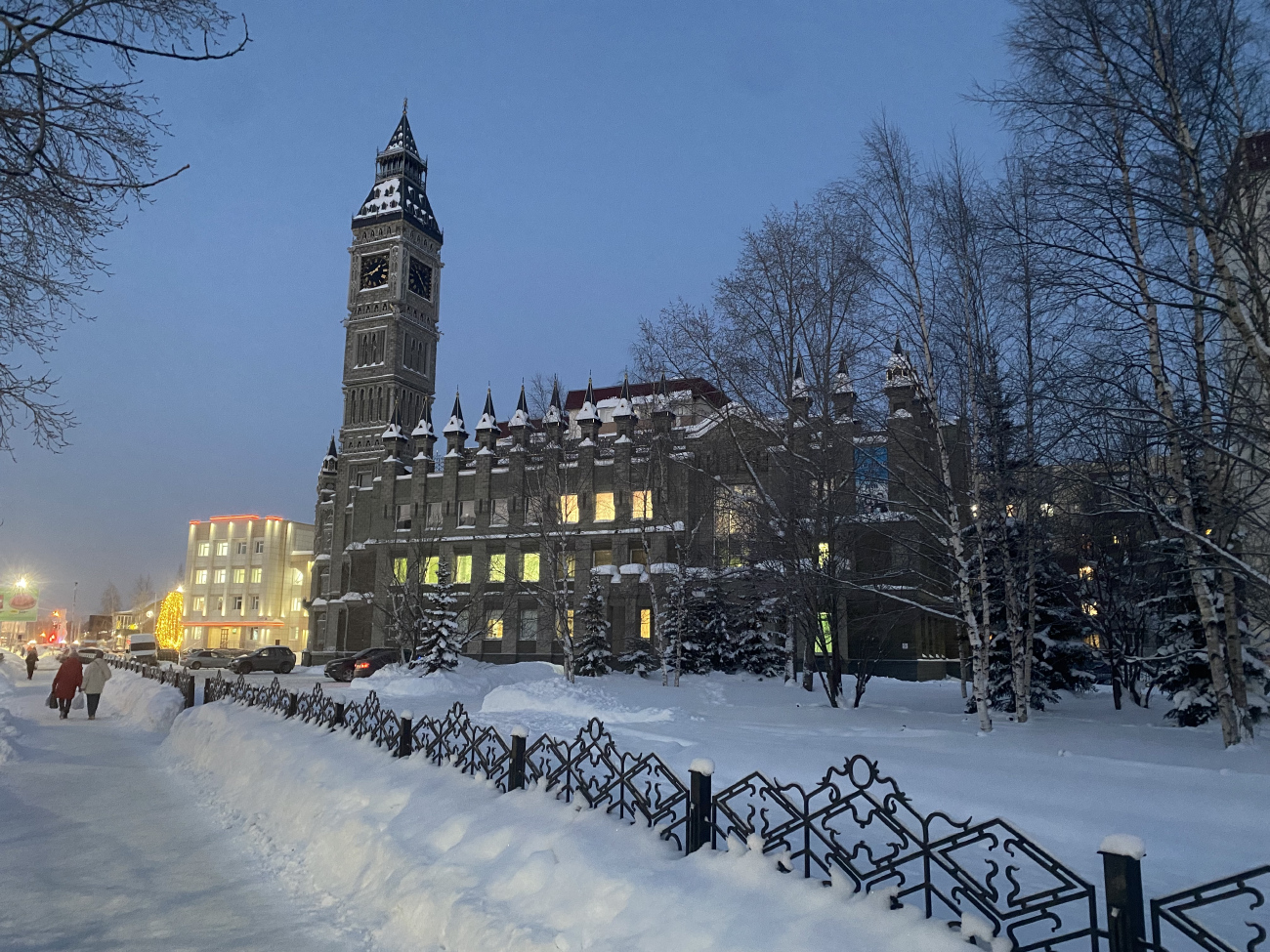
École des langues étrangères de Sourgout.

Les langues locales, le khanty et le mansi, sont coofficielles dans la région avec le russe.

## Environnement

### Faune et flore

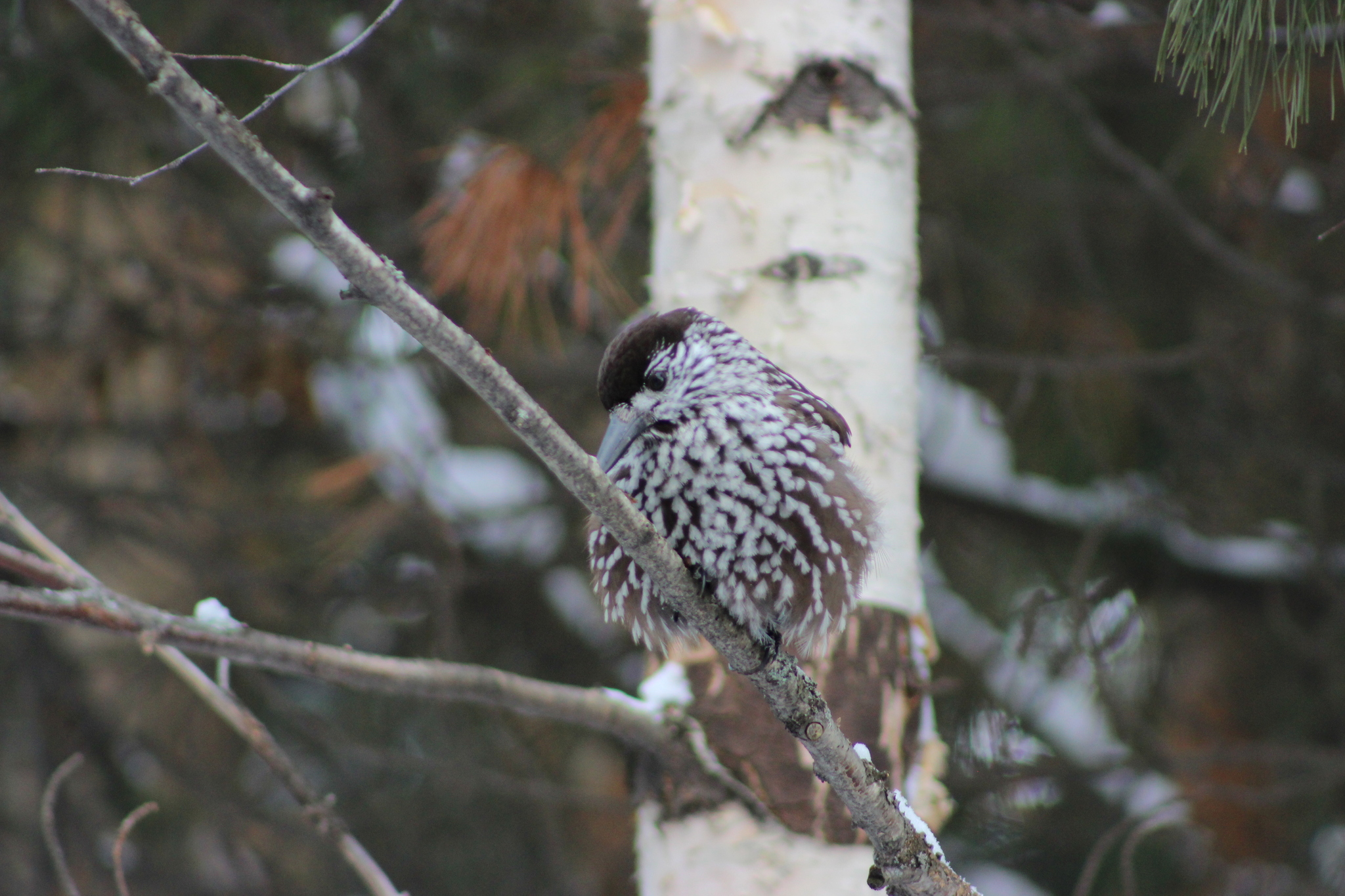
Cassenoix moucheté en Iougra.

En 2022, 800 espèces végétales et 369 espèces animales vertébérées ont été recensées sur le territoire du district. En 2020, le district autonome comptait  64 espèces de mammifères et 260 espèces d'oiseaux. Les premiers sont représentés par des animaux comme la belette, le blaireau, le carcajou, l'écureuil, l'hermine, le lièvre variable, le loup, la loutre. De plus, Iougra recense le lynx, la martre, l'ours, le rat musqué, le renard roux, le renne, le vison, le wapiti et la zibeline. L'avifaune est représentées par des canards, des oies, des lagopèdes, des tétras, des tétras lyre et des gélinottes des bois entre autres. La superficie totale des terres sur lesquelles se trouvent des forêts est en 2022 de 50 389 300 hectares. Au 1er janvier 2021, la composition des essences des plantation se répartit à Iougra ainsi : 45,5 % de pin sylvestre, 9,6 % d'épicéa, 0,5 % de sapin, 2,9 % de mélèze, 21,5 % de pin de Sibérie, 14,7 % de bouleau, 4,7 % de tremble, et 0,6 % d'autres espèces d'arbres et arbustes. Le pin sylvestre est l'espèce prédominante dans le district autonome.

### Aires protégées

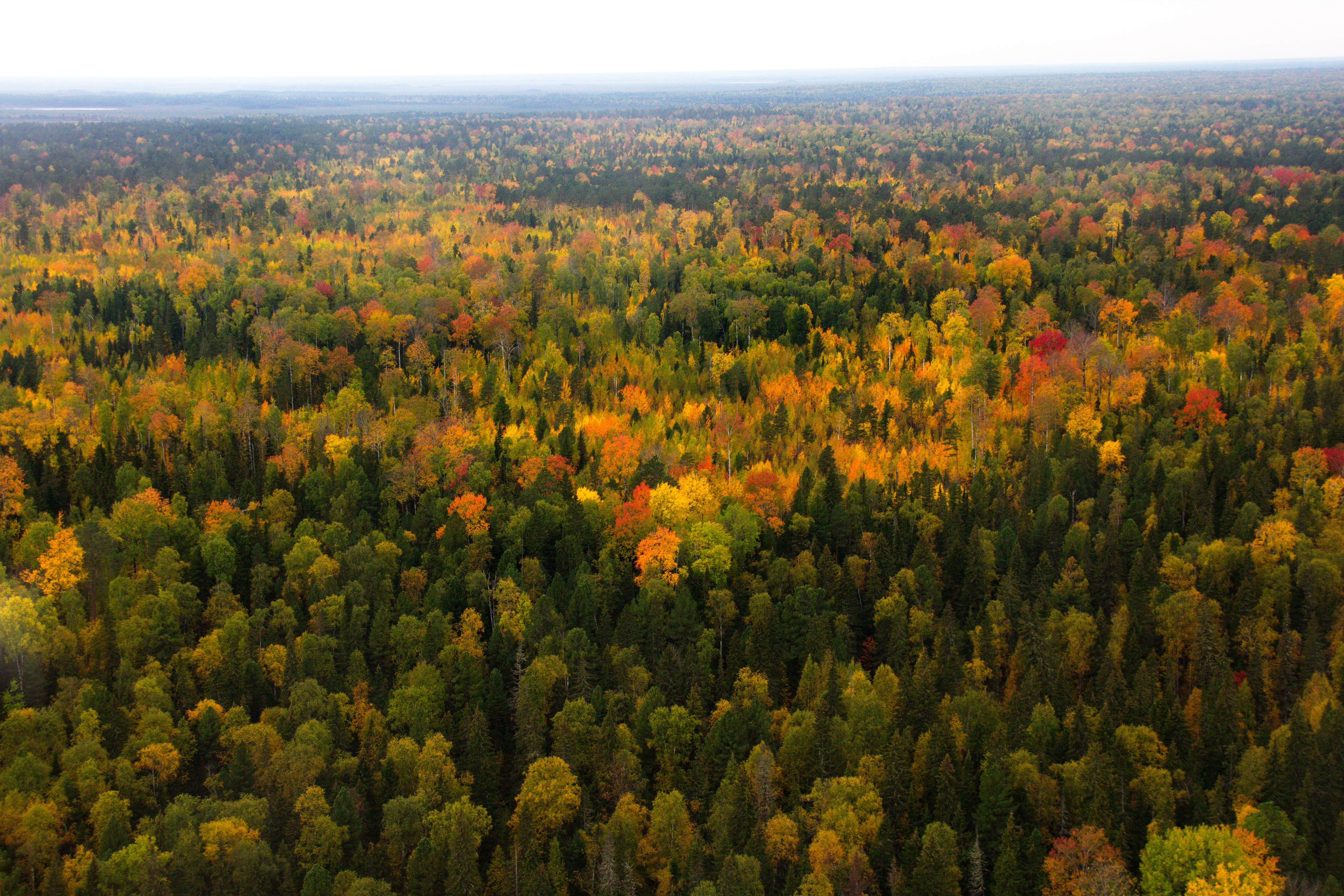
Réserve naturelle du Iougan.

Fin 2022, la superficie des aires protégées d'importance régionale et locale a augmenté de 60 516,8 hectares par rapport à 2021 et s'élève à 1 352 150,5 hectares, tandis que la superficie des aires protégées d'importance fédérale s'élève à 1 284 300 hectares.
Au 1er janvier 2021, 24 aires protégés se trouvaient à Iougra, soit 4,8 % de la superficie du district autonome. Elles se répartissent entre 5 aires protégées d'importance fédérale (2 réserves naturelles, 3 zakazniks), 18 zones protégées d'importance régionale (4 parcs naturels, 5 zakazniks, 9 monuments naturels) et 1 monument naturel d'importance locale.

### Pollution
Le volume total des émissions de polluants atmosphériques en 2022 s'élevait à 1 216 000 tonnes, soit une diminution de 6,6 % par rapport à 2021. Les émissions du transport routier se sont élevées à 70,4 milliers de tonnes, soit 5,5 % de plus par rapport à 2021 et 3,1 fois moins par rapport au niveau de 2013. Les émissions des sources fixes se sont élevées à 1 141,6 milliers de tonnes, diminuant de 7,3 % par rapport aux indicateurs de 2021, et diminuant de 38,8 % par rapport à 2013.

## Économie
En 2021, le produit intérieur brut du district s'élevait à 5 651,9 milliards de roubles, soit le 4e des 85 sujets russes, compris entre l'oblast de Moscou au-dessus et la Iamalie en dessous. Le PIB par habitant était lui de 3 334 600 roubles,.
La majorité du pétrole produit en Russie provient du Khantys-Mansis, ce qui confère à la région une grande importance économique.

### Agriculture
Le volume de la production agricole en 2020 s'élevait à 11 611,8 millions de roubles, soit 18,9 % de plus qu'en 2019. Parmi les produits de l'industrie laitière, on note une augmentation des volumes de production de beurre, de crème et de fromage respectivement de 91,6 %, 24,1 % et 13,0 % par rapport à la production de 2019.

### Pétrole
En 2020, 210,750 millions de tonnes de pétrole ont été produites dans le district autonome, soit 10,7 % de moins qu'en 2019. Depuis le début de l'extraction des gisements pétroliers dans le district autonome (depuis 1964), la production pétrolière accumulée au 1er janvier 2020 s'élevait à 11 890,6 millions de tonnes. Le district autonome représente 41,1 % de la production pétrolière de toute la Russie.
Au 1er janvier 2021, 88 sociétés sont détentrices de licences à long terme pour le droit d'utiliser le sous-sol à des fins d'exploration et de production d'hydrocarbures. Elle possède en 2016 480 gisements et concentre près de 6 % de la production mondiale de pétrole. La région est très dépendante du pétrole et le pétrole pose d'importants problèmes écologiques.

## Culture locale et patrimoine

### Lieux et monuments
Le district autonome possède 1104 objets patrimoniaux culturels. Ils se répartissent entre 983 objets d'importance fédérale, 113 objets d'importance régionale et 2 objets d'importance locale.

Sites classés (sélection) :
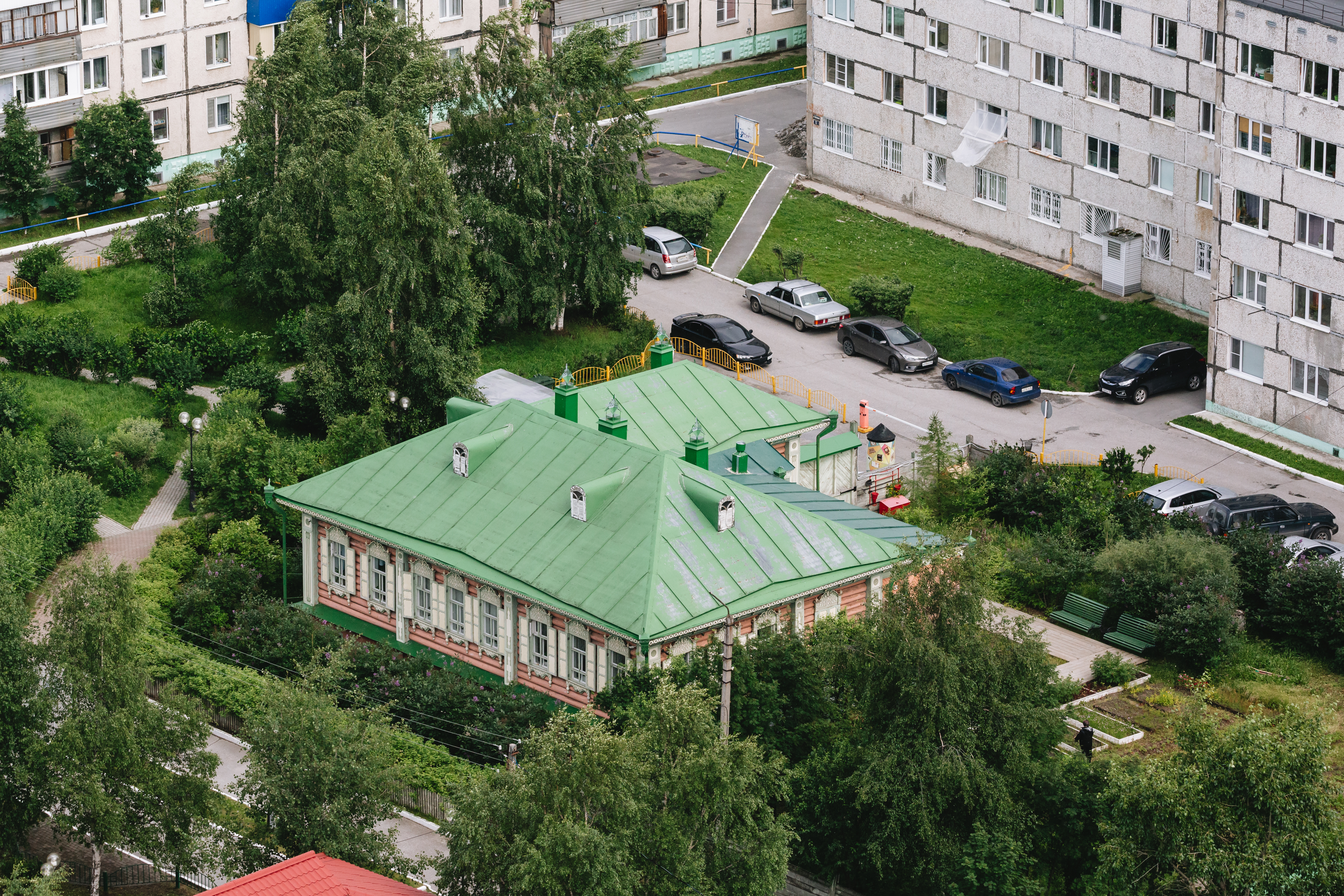
Maison Klepilov à Sourgout.
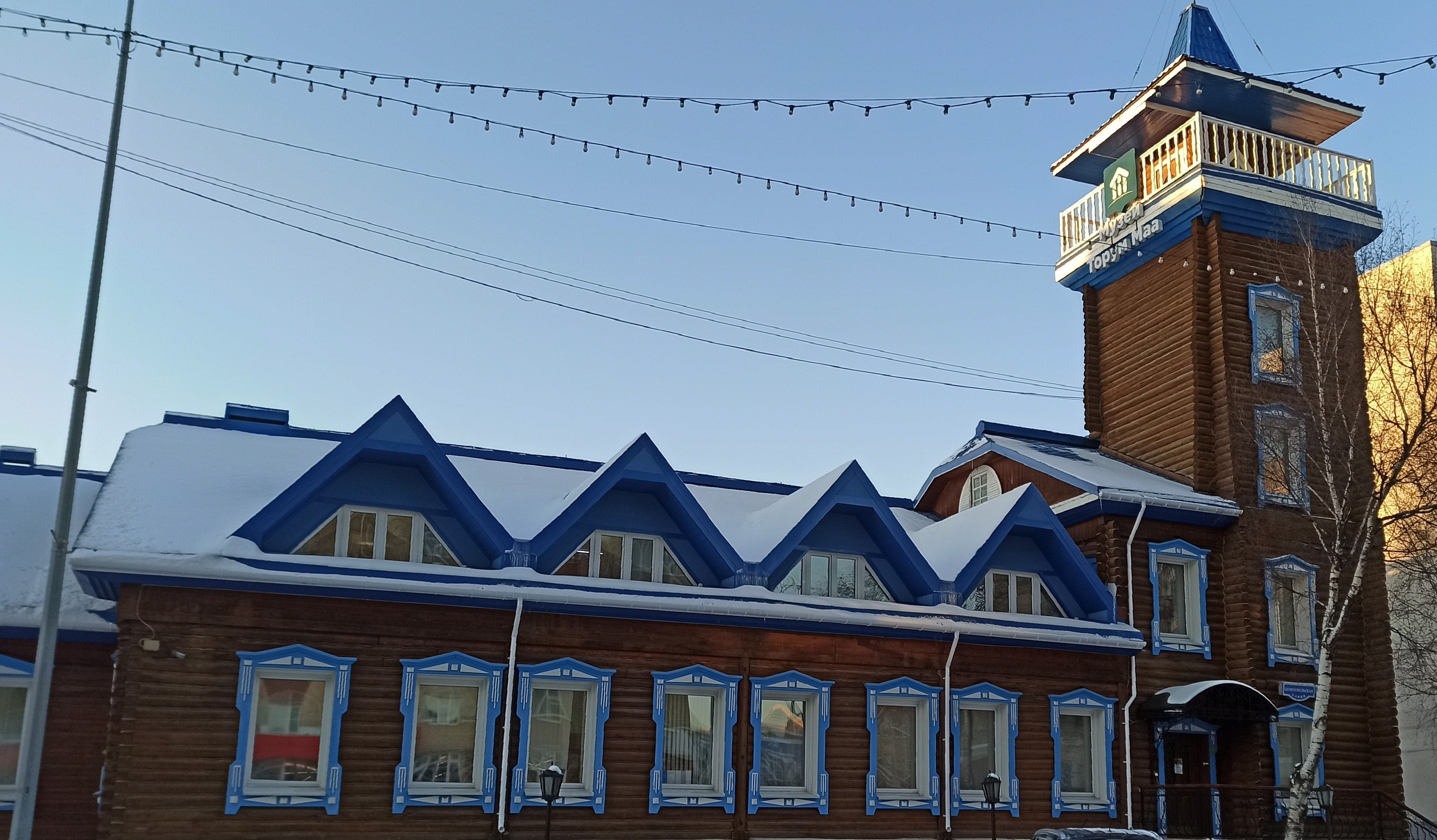
Bâtiment de la caserne de pompiers, Khanty-Mansiïsk.
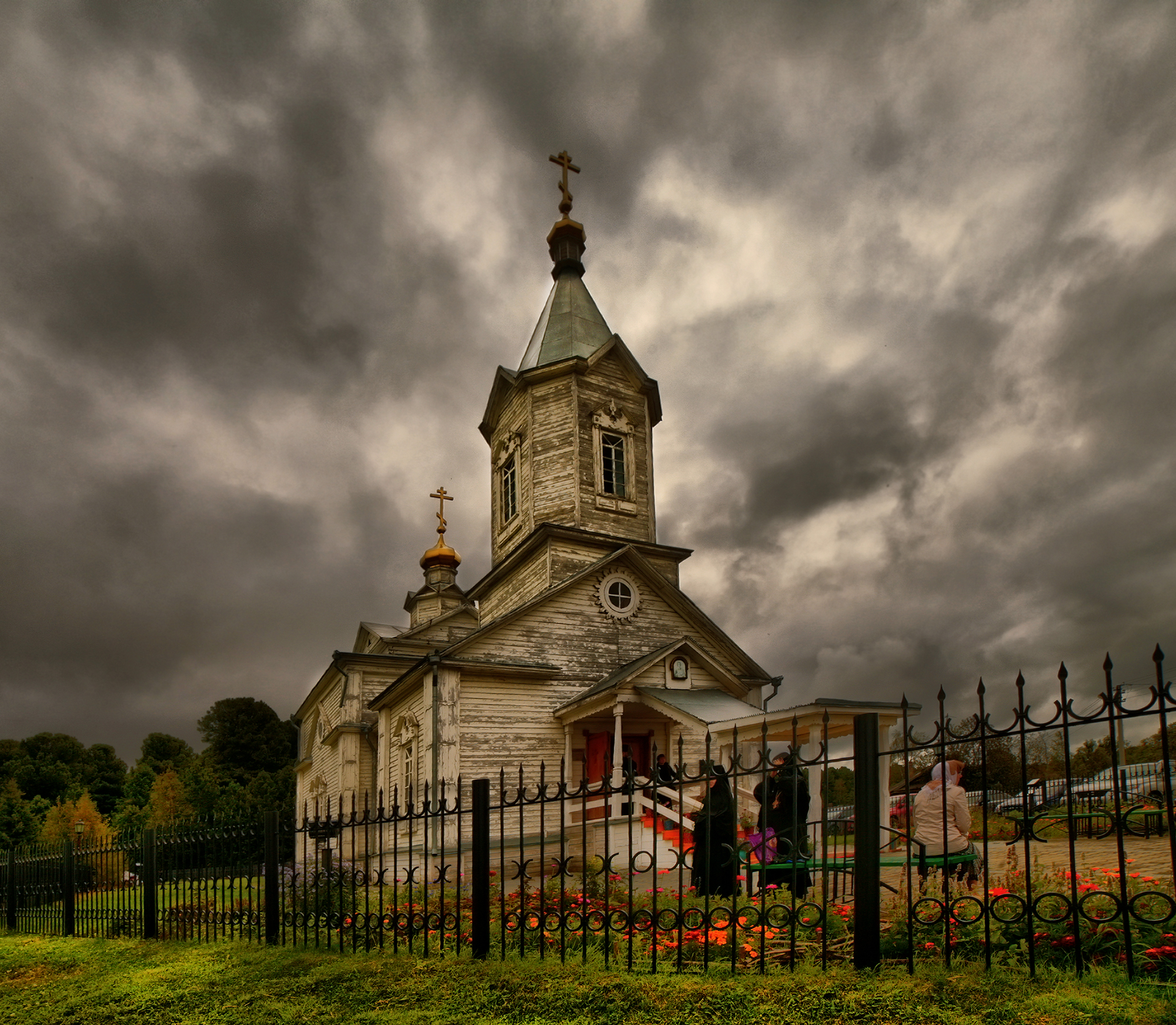
Église du thaumaturge Panteleimon dans le raïon de Sourgout.
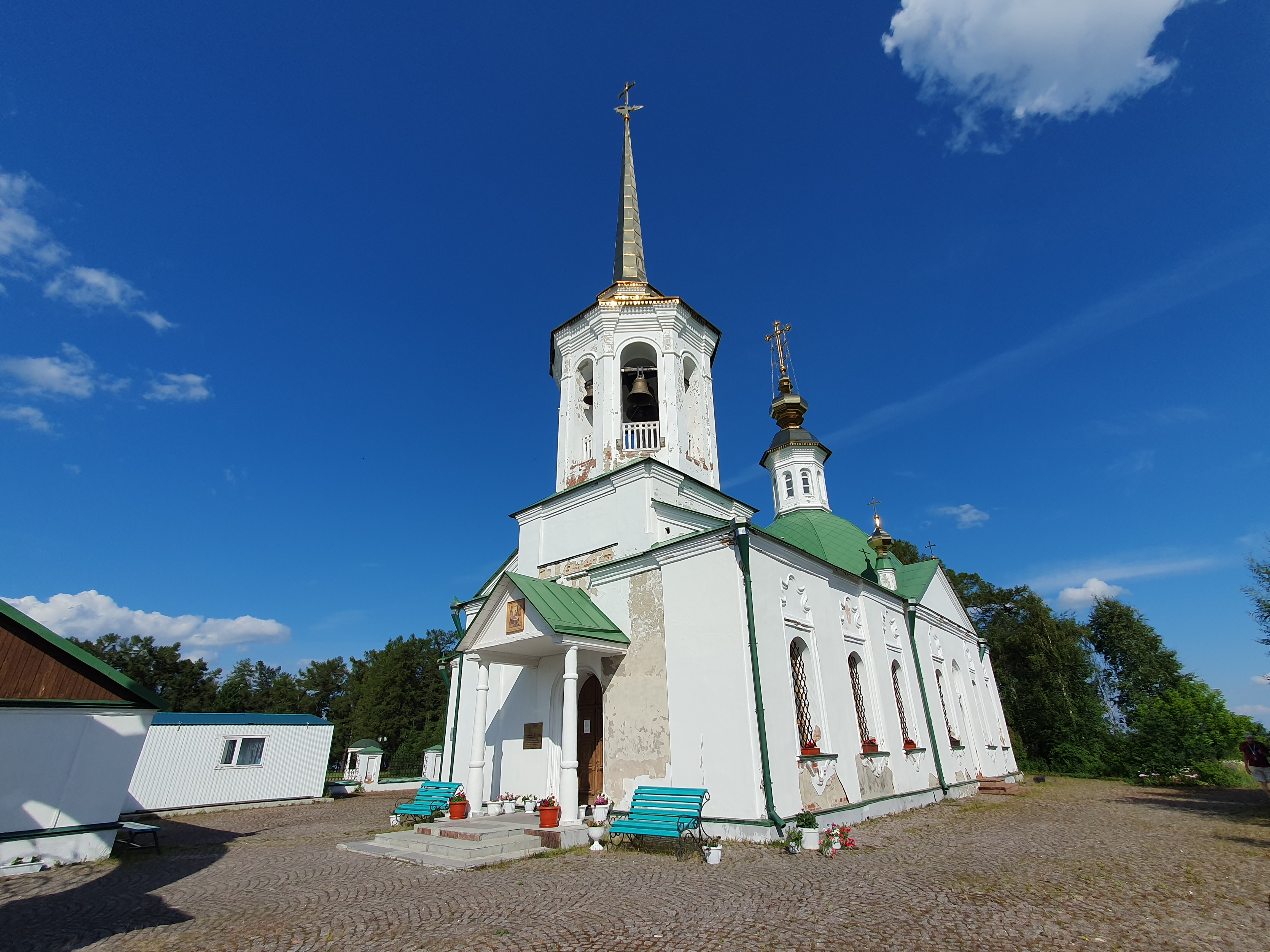
Église de la Nativité de la Bienheureuse Vierge Marie de Beriozovo.

### Ethnies

#### Khantys

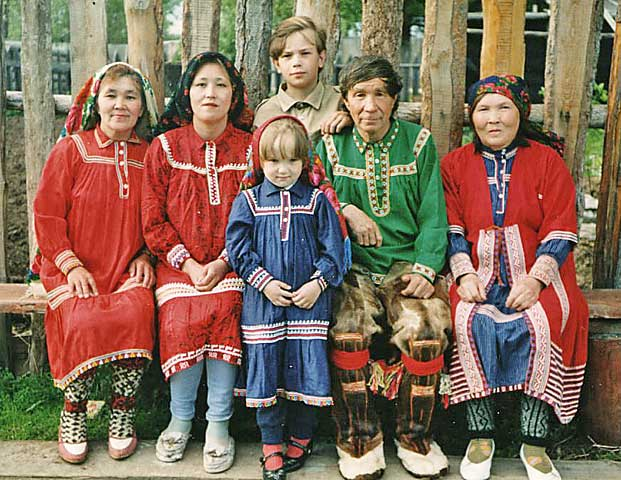
Famille de Khantys.

Les Khantys sont l'un des petits peuples du Nord, appartenant à la communauté ethnolinguistique finno-ougrienne, divisée en deux groupes : finno-permien et ougrien. Dans le groupe ougrien, on distingue deux sous-groupes : les Ougriens du Danube, qui comprennent les Hongrois, et les Ougriens de l'Ob, qui comprennent les Khantys et les Mansis.
Le territoire où vivaient à l'origine les Khantys est assez vaste. Historiquement, ils étaient installés dans le bassin de l'Ob (de Narym à Salekhard) et ses nombreux affluents. Actuellement, les Khantys occupent la majeure partie de Iougra  (à l'exception des régions occidentales du district où sont installés les Mansi), ainsi que le sud-ouest de la Iamalie et le nord-est de l'obast de Tomsk. Selon le recensement de la population russe de 2010, le nombre total du groupe ethnique Khanty est de 30 943 personnes. Parmi eux, 19 068 personnes vivent à Iougra, soit 61,6 % du nombre total de tous les Khanty. Au total, 14 134 hommes et 16 809 femmes. 9 584 personnes parlent leur langue maternelle Khanty, soit 30,9 %, et 21 359 personnes, soit 69 % de la population totale, ne la parlent plus.

#### Mansis
Les Mansis sont un peuple vivant dans la partie nord-ouest de la Sibérie, le long de la rive gauche de la rivière Ob et de ses affluents (au sein de Khanty-Mansiysk, en partie en Iamalie). Plusieurs dizaines de familles vivent dans l'oblast de Sverdlovsk et de Perm (dans le cours supérieur de la rivière Vichera). Le nombre total de Mansis, selon le recensement de 2010, était de 12 269 personnes. En 2010, le nombre de personnes parlant la langue nationale est inférieur à 1 000.
Les Mansis appartiennent également au groupe ougrien des peuples finno-ougriens. Dans la langue mansi, il existe quatre groupes dialectaux (nord, est, ouest, sud), dont seuls le nord et l'est ont été conservés. Le groupe nord des Mansis vit dans le bassin de la rivière Sosva du Nord avec un affluent de la rivière Liapine, dans le cours supérieur des rivières Lozva et Pelima. Le groupe oriental se trouve dans le bassin de la rivière Konda. Il existe environ six dialectes dans le dialecte du nord ; la langue écrite est basée sur le dialecte Sosva. L'écriture est apparue dans les années 1930, tandis qu'à ce même moment, leur système tribal a disparu. Malgré cela, les Mansis possèdent un riche art populaire oral, qui reflète l'histoire, un système de valeurs morales, philosophiques et éthiques développé au fil des siècles.
L'activité économique du peuple des Mansis, qui mène un mode de vie traditionnel, dépend étroitement des conditions naturelles : la principale richesse naturelle des lieux d'habitation est constituée de forêts et de rivières. Un séjour constant dans la taïga a développé chez les gens un sens aigu de l'observation, la capacité de naviguer sur le terrain et de l'évaluer du point de vue de son adéquation ou de son inadaptation aux activités économiques ou commerciales,.
Actuellement, en raison du développement industriel de Iougra, la vie des Mansis a également changé. La majeure partie de la population vit en ville et exerce des professions modernes. Les scientifiques, représentants de leurs peuples autochtones, jouent aujourd’hui l’un des rôles principaux dans la préservation de la langue, des traditions et des rituels.

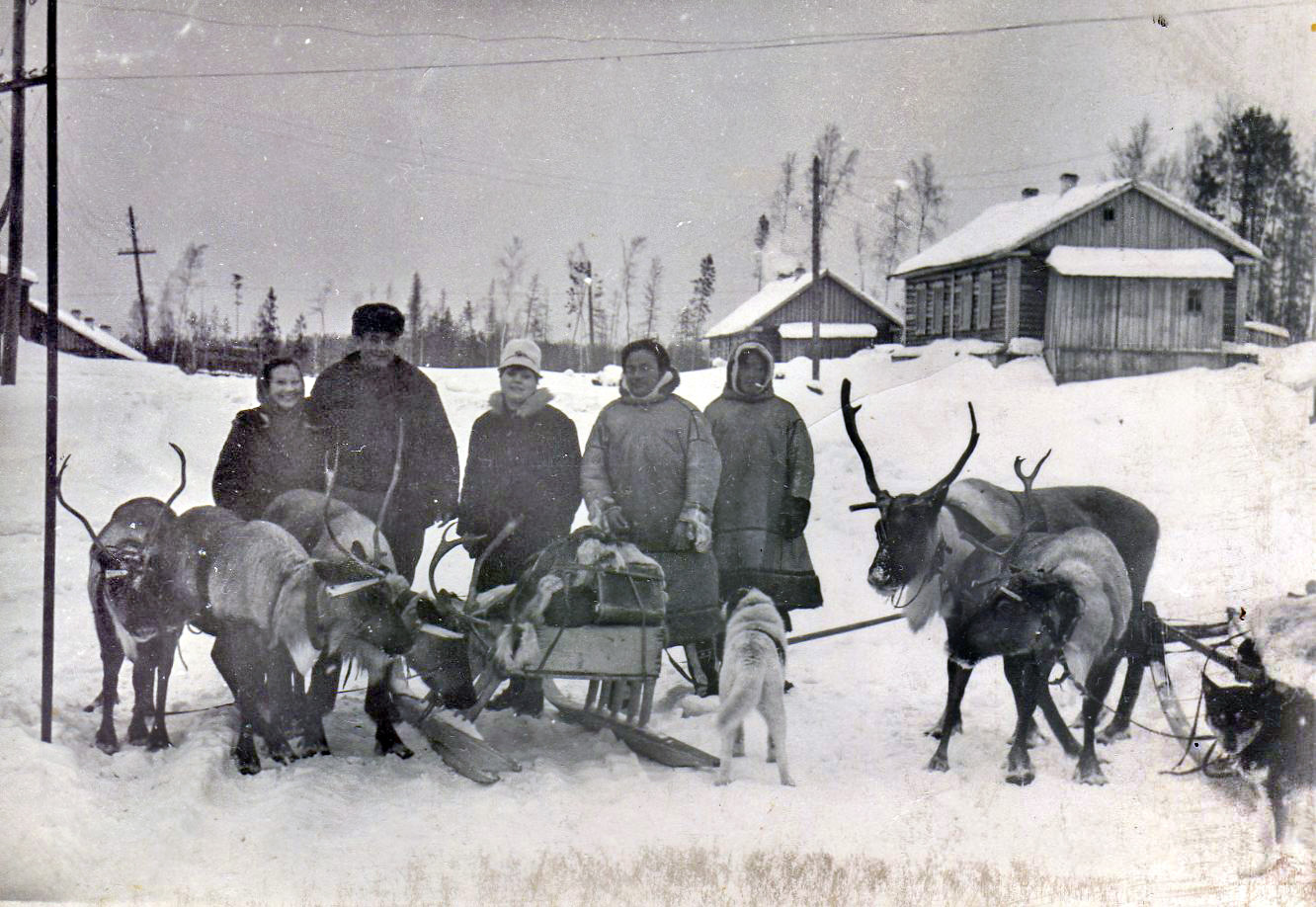
Famille de Mansis
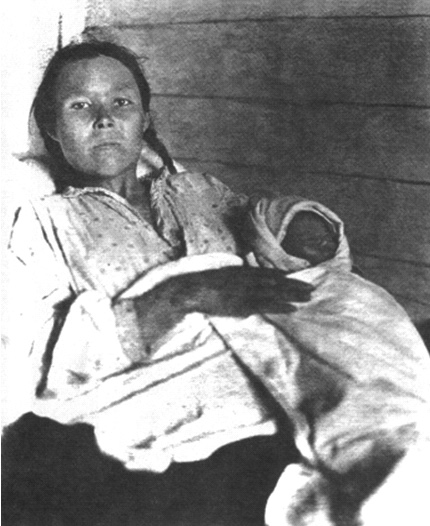
Mère et enfant
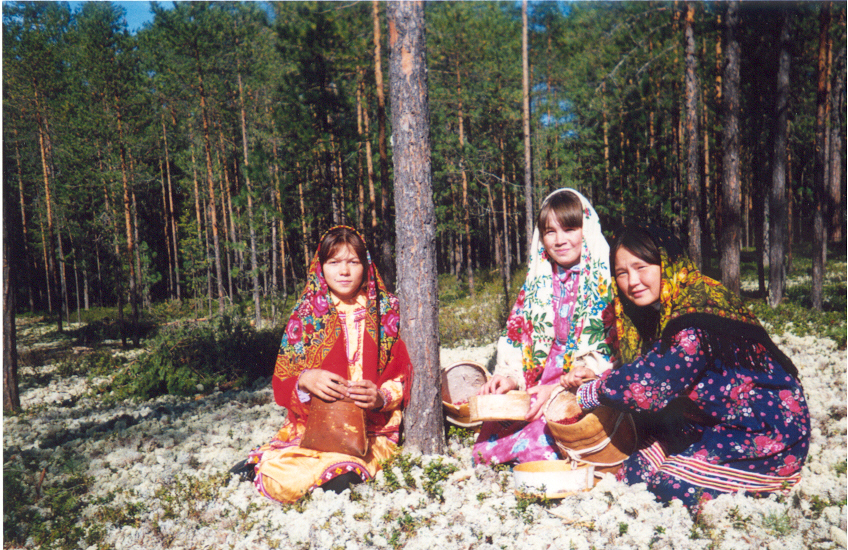
Jeunes filles aux baies
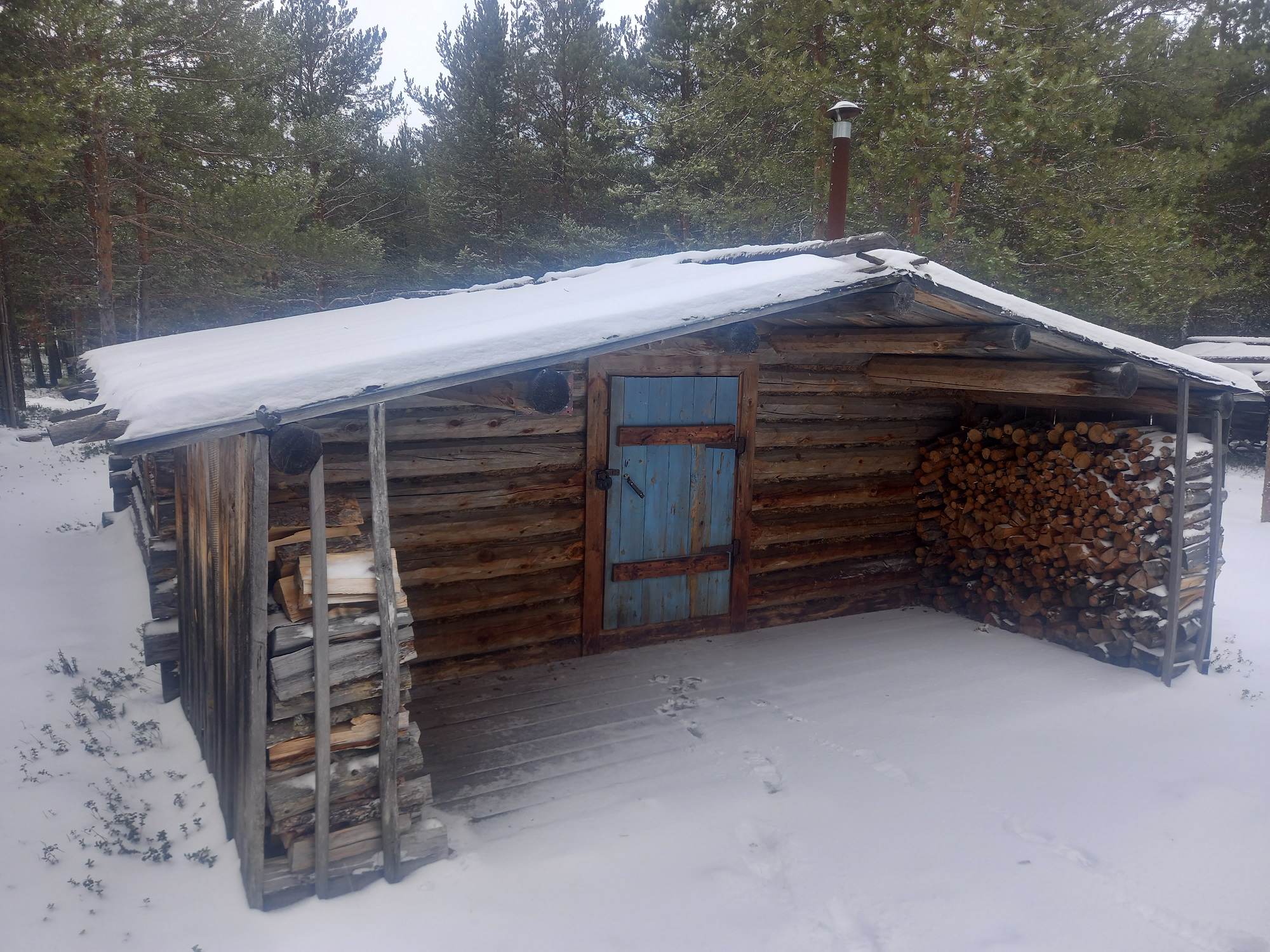
Maison-abri à l'ancienne
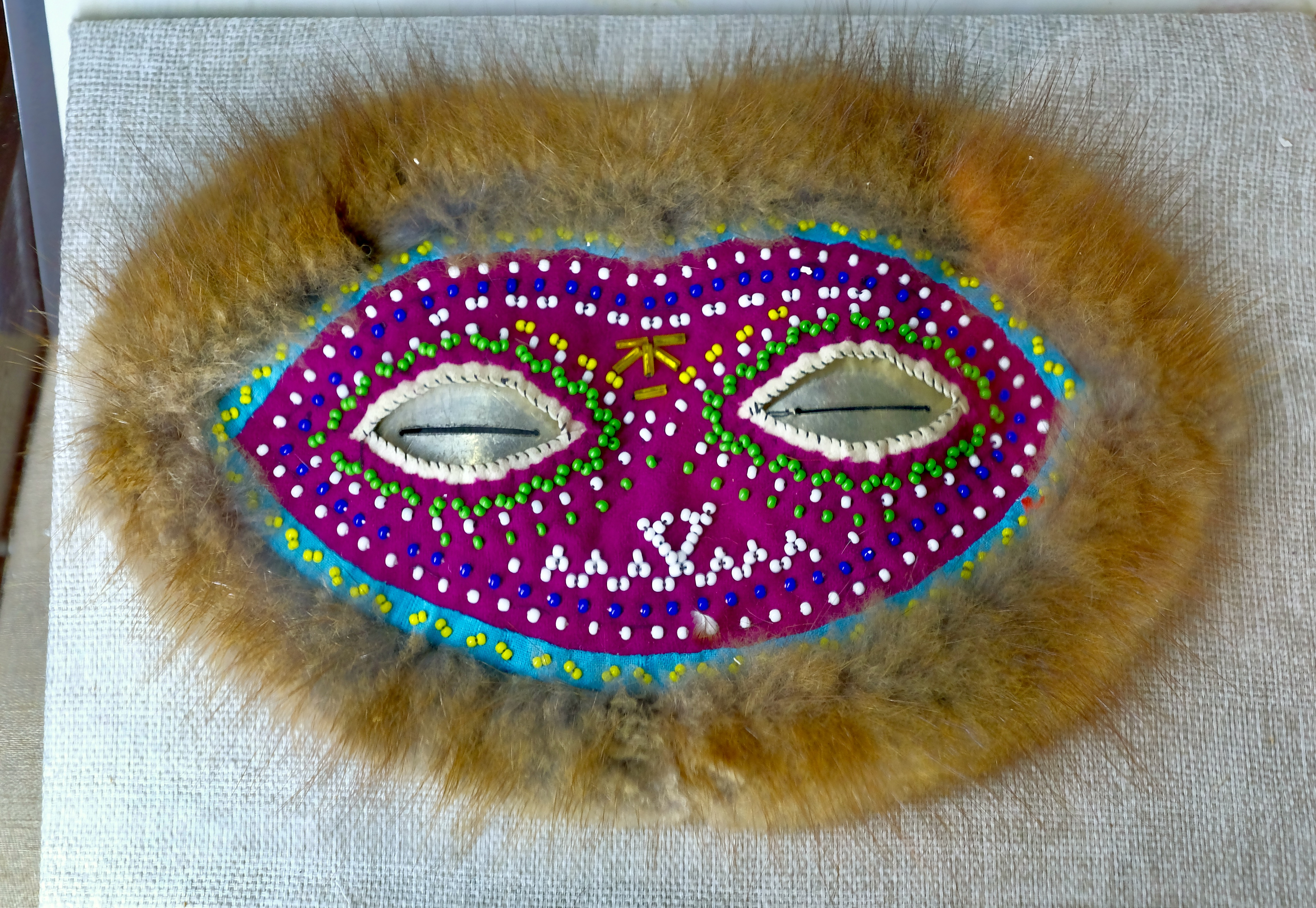
Masque de neige